# Motet
Motet er en musikform i den kirkelige musik, der behandler en bibelsk tekst (i almindelighed latinsk) flerstemmigt, polyfont og som
regel uden instrumentledsagelse, a cappella.
Meget tidligt, allerede i den flerstemmige musiks første tider, kommer denne musikform op og har senere spillet en stor rolle i den katolske kirkemusik.
Ordet motet afledes i almindelighed af fransk mot eller italiensk motto.

## Historie

### Middelalderen
Mottetten opstod i det 13. århundrede, hvor man lagde diskantstemme til gregoriansk sang. To af de mest kendte komponister af motetter i middelalderen er
- Philippe de Vitry og
- Guillaume de Machaut

### Renæssancen
I denne perioden udviklede motetten sig til at blive en kort, polyfon sats for kor af en religiøs tekst som ikke nødvendigvis var knyttet til en speciel søndag eller højtid, men som kunne passe til forskellige gudstjenester. Ofte brugte man tekster fra antifoner, vekselsang, som grundlag for motetter.
I renæssancen var madrigaler en populær musikform, og komponisterne brugte træk fra denne form i motetter over bibelske temaer. Palestrinas Canticum Canticorum, baseret på Salomos Højsang, demonstrerer dette. Ofte er det sproget der afgør om det er madrigal eller motet. Madrigalerne var på modersmålet, motetterne på latin. Efterhånden forsvandt sekulære motiver fra motetterne, og formen blev mere og mere knyttet til kirkemusik.
Centrale komponister i denne perioden er
- Alexander Agricola
- Gilles Binchois
- Antoine Busnois
- William Byrd
- Johannes Vodnianus Campanus
- Loyset Compère
- Josquin Des Prez
- John Dunstaple
- Antoine de Févin
- Francisco Guerrero
- Nicolas Gombert
- Heinrich Isaac
- Pierre de La Rue
- Orlando di Lasso
- Cristóbal de Morales
- Jean Mouton
- Jacob Obrecht
- Johannes Ockeghem
- Giovanni Pierluigi da Palestrina
- Thomas Tallis
- John Taverner
- Tomás Luis de Victoria

### Barokken
I Frankrig skelner man mellem to typer motetter i denne periode. Petit motets er korte sakrale korkompositioner akkompagneret af basso continuo. Grand motets inkluderede forskellige instrumenter op til fuldt orkester. Jean-Baptiste Lully inkluderede ofte dele for solister ud over korpartier. Kompositionerne blev derfor større.
Også i Tyskland blev motetter skrevet i barokkens nye sprog. En af komponisterne var Heinrich Schütz som lavede en række motetter i serien Symphoniae sacrae, nogle på latin og nogle på tysk. En anden kendt komponist af motetter var Johann Sebastian Bach. Der er bevaret seks motetter efter ham:
- BWV 225 Singet dem Herrn ein neues Lied (1726)
- BWV 226 Der Geist hilft unser Schwachheit auf (1729)
- BWV 227 Jesu, meine Freude (?)
- BWV 228 Fürchte dich nicht (?)
- BWV 229 Komm, Jesu, komm! (1730 ?)
- BWV 230 Lobet den Herrn alle Heiden (?)

### Klassicismen
Efter Bach blev der ikke skrevet så mange motetter. Men Wolfgang Amadeus Mozarts komposition Ave verum corpus er i denne genre.

### Romantikken
I det 19. århundrede fortsatte nogle tyske komponister med at skrive motetter. Særligt gælder det
- Anton Bruckner, som skrev på latin, og
- Johannes Brahms, som skrev på tysk.

I Frankrig finder vi motetter af
- Camille Saint-Saëns og
- César Franck

På engelsk kaldes motet for anthem. Her kan nævnes at den engelske komponist Charles Villiers Stanford skrev motetter på latin.

### 20. århundrede
Også i det 20. århundrede har der været komponister som skrev i denne form. Det gælder
- Ralph Vaughan Williams
- Hugo Distler
- Ernst Krenek
- Giorgio Pacchioni
- Francis Poulenc

## Danske komponister af motetter
- Carl Nielsen